# Sopstvene vrednosti i sopstveni vektori
U linearnoj algebri, sopstveni vektor, svojstveni vektor ili karakteristični vektor linearne transformacije je nenulti vektor koji se menja jedino skalarnim faktorom kad se linearne transformacije primene na njega. Formalnije, ako je T linearna transformacija iz vektorskog prostora V nad poljem F u samog sebe i ako je v vektor u V koji nije nulti vektor, onda je v svojstveni vektor od T ako je T(v) skalarni umnožak od v. Ovo stanje se može zapisati kao jednačina
{\displaystyle T(\mathbf {v} )=\lambda \mathbf {v} ,}
gde je λ skalar u polju F, poznat kao svojstvena vrednost,  karakteristična vrednost, ili karakteristični koren asociran sa svojstvenim vektorom v.
Ako je vektorski prostor V konačnih dimenzija, onda se linearna transformacija T može predstaviti kao kvadratna matrica A, a vektor v pomoću kolonskog vektora, prikazujući gornje mapiranje kao matrično množenje sa leve strane i skaliranje kolonskih vektora sa desne strane jednačine
{\displaystyle A\mathbf {v} =\lambda \mathbf {v} .}
Postoji direktna podudarnost između kvadratnih matrica oblika n-sa-n i linearnih transformacija iz n-dimenzionalnog vektorskog prostora u samog sebe, za sve baze vektorskog prostora. Iz tog razloga, ekvivalentno je definisati sopstvene vrednosti i svojstvene vektore koristeći bilo jezik matrica ili jezik linearnih transformacija.
Geometrijski gledano, svojstveni vektor koji korespondira realnoj nenultoj svojstvenoj vrednosti, usmeren je u pravcu koji je određen transformacijom, a svojstvena vrednost je faktor kojim se menja njegova dužina. Ako je svojstvena vrednost negativna, smer je obrnut.

## Pregled
Svojstvene vrednosti i svojstveni vektori imaju značajnu ulogu u analizi linearnih transformacija. Njihovi engleski nazivi eigenvalue i eigenvector sadrže prefiks eigen- koji je usvojen iz nemačke reči eigen za „vlastiti”, „karakterističan”. Prvobitno korišćeni za proučavanje glavnih osa rotacionog kretanja krutih tela, svojstvene vrednosti i svojstveni vektori imaju širok spektar primena, na primer u analizi stabilnosti, analizi vibracija, atomskim orbitalima, prepoznavanju lica i dijagonalizaciji matrice.
U suštini, svojstveni vektor v linearne transformacije T je nenulti vektor koji, kada se T primeni na njega, ne menja pravac. Primena T na svojstveni vektor skalira svojstveni vektor samo za skalarnu vrednost λ, svojstvenu vrednost. Ovaj uslov se može napisati kao jednačina
{\displaystyle T(\mathbf {v} )=\lambda \mathbf {v} ,}
zvana svojstvena jednačina. Generalno, λ može da bude bilo koji skalar. Na primer, λ može da bude negativno, u kom slučaju svojstveni vektor ima suprotan smer kao deo skaliranja, ili može biti nula ili kompleksan.
Primer Mona Lize na slici desno pruža jednostavnu ilustraciju. Svaka tačka na slici može biti predstavljena kao vektor umeren od centra slike do te tačke. Linearna transformacija u ovom primeru naziva se preslikavanje. Tačke u gornjoj polovini pomeraju se udesno, a tačke u donjoj polovini pomeraju se ulevo proporcionalno svom rastojanju od horizontalne ose koja prolazi kroz sredinu slike. Vektori koji upućuju na svaku tačku na originalnoj slici su prema tome nagnuti desno ili levo i učinjeni dužim ili kraćim transformacijom. Tačke duž horizontalne ose se uopšte ne pomeraju kada se primeni ova transformacija. Prema tome, bilo koji vektor koji je usmeren direktno na desno ili levo bez vertikalne komponente je svojstveni vektor ove transformacije, jer mapiranje ne menja njegov pravac. Štaviše, svi svojstveni vektori imaju svojstvenu vrednost jednaku jedinici, jer mapiranje ne menja njihovu dužinu.
Linearne transformacije mogu imati različite oblike, mapirajući vektore u različitim vektorskim prostorima, tako da i svojstveni vektori mogu imati različite oblike. Na primer, linearna transformacija može biti diferencijalni operator kao što je {\displaystyle {\tfrac {d}{dx}}}, u kom slučaju su svojstveni vektori funkcije koje se nazivaju svojstvene funkcije koje su skalirane tim diferencijalnim operatorom, kao što je
{\displaystyle {\frac {d}{dx}}e^{\lambda x}=\lambda e^{\lambda x}.}
Alternativno, linearna transformacija može biti u obliku  sa  matrice, u kom slučaju svojstveni vektori su n sa 1 matrice koje se takođe nazivaju svojstvenim vektorima. Ako je linearna transformacija izražena u obliku  sa  matrice A, onda se gornja jednačina svojstvenih vrednosti za linearnu transformaciju može napisati kao množenje matrica
{\displaystyle Av=\lambda v,}
gde je svojstveni vektor v jedna n sa 1 matrica. Za matricu, svojstvene vrednosti i svojstveni vektori mogu se koristiti za razlaganje matrice, na primer dijagonalizacijom.
Svojstvene vrednosti i svojstveni vektori pružaju osnovu za mnoge usko povezane matematičke koncepte, koji su imenovani na analogan način:
- Skup svih svojstvenih vektora linearne transformacije, svaki uparen sa odgovarajućom svojstvenom vrednošću, naziva se sopstveni sistem te transformacije.[5][6]
- Skup svih svojstvenih vektora T koji odgovaraju istoj svojstvenoj vrednosti, zajedno sa nultim vektorom, naziva se svojstveni prostor ili karakteristični prostor od T.[7][8]
- Ako skup svojstvenih vektora T čini bazu domena T, onda se ova baza naziva svojstvenom bazom.

## Literatura
- Akivis, Max A.; Goldberg, Vladislav V. (1969), Tensor calculus, Russian, Science Publishers, Moscow
- Aldrich, John (2006), „Eigenvalue, eigenfunction, eigenvector, and related terms”,  Ур.: Jeff Miller, Earliest Known Uses of Some of the Words of Mathematics, Приступљено 2006-08-22
- Alexandrov, Pavel S. (1968), Lecture notes in analytical geometry, Russian, Science Publishers, Moscow
- Anton, Howard (1987), Elementary Linear Algebra (5th изд.), New York: Wiley, ISBN 0-471-84819-0
- Beauregard, Raymond A.; Fraleigh, John B. (1973), A First Course In Linear Algebra: with Optional Introduction to Groups, Rings, and Fields, Boston: Houghton Mifflin Co., ISBN 0-395-14017-X
- Beezer, Robert A. (2006), A first course in linear algebra, Free online book under GNU licence, University of Puget Sound
- Betteridge, Harold T. (1965), The New Cassell's German Dictionary, New York: Funk & Wagnall, LCCN 58-7924
- Bowen, Ray M.; Wang, Chao-Cheng (1980), Linear and multilinear algebra, Plenum Press, New York, ISBN 0-306-37508-7
- Burden, Richard L.; Faires, J. Douglas (1993), Numerical Analysis (5th изд.), Boston: Prindle, Weber and Schmidt, ISBN 0-534-93219-3
- Carter, Tamara A.; Tapia, Richard A.; Papaconstantinou, Anne, Linear Algebra: An Introduction to Linear Algebra for Pre-Calculus Students, Rice University, Online Edition, Приступљено 2008-02-19
- Cohen-Tannoudji, Claude (1977), „Chapter II. The mathematical tools of quantum mechanics”, Quantum mechanics, John Wiley & Sons, ISBN 0-471-16432-1
- Curtis, Charles W. (1999), Linear Algebra: An Introductory Approach (4th изд.), Springer, ISBN 0-387-90992-3
- Demmel, James W. (1997), Applied numerical linear algebra, SIAM, ISBN 0-89871-389-7
- Fraleigh, John B. (1976), A First Course In Abstract Algebra (2nd изд.), Reading: Addison-Wesley, ISBN 0-201-01984-1
- Fraleigh, John B.; Beauregard, Raymond A. (1995), Linear algebra (3rd изд.), Addison-Wesley Publishing Company, ISBN 0-201-83999-7
- Friedberg, Stephen H.; Insel, Arnold J.; Spence, Lawrence E. (1989), Linear algebra (2nd изд.), Englewood Cliffs, New Jersey 07632: Prentice Hall, ISBN 0-13-537102-3
- Gelfand, I. M. (1971), Lecture notes in linear algebra, Russian, Science Publishers, Moscow
- Gohberg, Israel; Lancaster, Peter; Rodman, Leiba (2005), Indefinite linear algebra and applications, Basel-Boston-Berlin: Birkhäuser Verlag, ISBN 3-7643-7349-0
- Golub, Gene F.; van der Vorst, Henk A. (2000), „Eigenvalue computation in the 20th century”, Journal of Computational and Applied Mathematics, 123: 35—65, Bibcode:2000JCoAM.123...35G, doi:10.1016/S0377-0427(00)00413-1
- Golub, Gene H.; Van Loan, Charles F. (1996), Matrix computations (3rd изд.), Johns Hopkins University Press, Baltimore, Maryland, ISBN 978-0-8018-5414-9
- Greub, Werner H. (1975), Linear Algebra (4th изд.), Springer-Verlag, New York, ISBN 0-387-90110-8
- Halmos, Paul R. (1987), Finite-dimensional vector spaces (8th изд.), New York: Springer-Verlag, ISBN 0-387-90093-4
- Hawkins, T. (1975), „Cauchy and the spectral theory of matrices”, Historia Mathematica, 2: 1—29, doi:10.1016/0315-0860(75)90032-4
- Hefferon, Jim (2001), Linear Algebra, Online book, St Michael's College, Colchester, Vermont, USA, Архивирано из оригинала 01. 03. 2014. г., Приступљено 30. 06. 2019
- Herstein, I. N. (1964), Topics In Algebra, Waltham: Blaisdell Publishing Company, ISBN 978-1114541016
- Horn, Roger A.; Johnson, Charles F. (1985), Matrix analysis, Cambridge University Press, ISBN 0-521-30586-1
- Kline, Morris (1972), Mathematical thought from ancient to modern times, Oxford University Press, ISBN 0-19-501496-0
- Korn, Granino A.; Korn, Theresa M. (2000), „Mathematical Handbook for Scientists and Engineers: Definitions, Theorems, and Formulas for Reference and Review”, New York: McGraw-Hill (2nd Revised изд.), Dover Publications, Bibcode:1968mhse.book.....K, ISBN 0-486-41147-8
- Kuttler, Kenneth (2007), An introduction to linear algebra (PDF), Online e-book in PDF format, Brigham Young University, Архивирано из оригинала (PDF) 07. 08. 2008. г., Приступљено 30. 06. 2019
- Lancaster, P. (1973), Matrix theory, Russian, Moscow, Russia: Science Publishers
- Larson, Ron; Edwards, Bruce H. (2003), Elementary linear algebra (5th изд.), Houghton Mifflin Company, ISBN 0-618-33567-6
- Lipschutz, Seymour (1991), Schaum's outline of theory and problems of linear algebra, Schaum's outline series (2nd изд.), New York: McGraw-Hill Companies, ISBN 0-07-038007-4
- Meyer, Carl D. (2000), Matrix analysis and applied linear algebra, Society for Industrial and Applied Mathematics (SIAM), Philadelphia, ISBN 978-0-89871-454-8
- Nering, Evar D. (1970), Linear Algebra and Matrix Theory (2nd изд.), New York: Wiley, LCCN 76091646
- (језик: руски)Pigolkina, T. S.; Shulman, V. S. (1977). „Eigenvalue”.  Ур.: Vinogradov, I. M. Mathematical Encyclopedia. 5. Moscow: Soviet Encyclopedia.
- Press, William H.; Teukolsky, Saul A.; Vetterling, William T.; Flannery, Brian P. (2007), Numerical Recipes: The Art of Scientific Computing (3rd изд.), ISBN 9780521880688
- Roman, Steven (2008), Advanced linear algebra (3rd изд.), New York: Springer Science + Business Media, LLC, ISBN 978-0-387-72828-5
- Sharipov, Ruslan A. (1996), Course of Linear Algebra and Multidimensional Geometry: the textbook, Bibcode:2004math......5323S, ISBN 5-7477-0099-5, arXiv:math/0405323
- Shilov, Georgi E. (1977), Linear algebra, Translated and edited by Richard A. Silverman, New York: Dover Publications, ISBN 0-486-63518-X
- Shores, Thomas S. (2007), Applied linear algebra and matrix analysis, Springer Science+Business Media, LLC, ISBN 0-387-33194-8
- Strang, Gilbert (1993), Introduction to linear algebra, Wellesley-Cambridge Press, Wellesley, Massachusetts, ISBN 0-9614088-5-5
- Strang, Gilbert (2006), Linear algebra and its applications, Thomson, Brooks/Cole, Belmont, California, ISBN 0-03-010567-6

## Spoljašnje veze
- Hill, Roger (2009). „λ – Eigenvalues”. Sixty Symbols. Brady Haran for the University of Nottingham.
- „A Beginner's Guide to Eigenvectors”. Deeplearning4j. 2015. Архивирано из оригинала 21. 07. 2018. г. Приступљено 30. 06. 2019.

### Teorija
- Hazewinkel Michiel, ур. (2001). „Eigen value”. Encyclopaedia of Mathematics. Springer.  978-1556080104.
- Hazewinkel Michiel, ур. (2001). „Eigen vector”. Encyclopaedia of Mathematics. Springer.  978-1556080104.
- „Eigenvalue (of a matrix)”. PlanetMath.
- Numerical solution of eigenvalue problems Edited by Zhaojun Bai, James Demmel, Jack Dongarra, Axel Ruhe, and Henk van der Vorst}-